# Ludvík Wolf
Ludvík Wolf (* 14. listopadu 1939 Praha) je bývalý československý a český zápasník – judista, pozdější trenér judistické reprezentace, kondiční trenér profesionálních sportovců a kaskadér.

## Sportovní kariéra
Vyrůstal na pražském Žižkově. K judu se dostal po vyučení zedníkem na Kladně, kde hrával lední hokej za učilišťský tým Pracovních záloh (PZ). Po vyučení pracoval na stavbách. Kvůli pracovnímu vytížení se nemohl hokeji věnovat naplno (ranní tréninky od 8h), proto zvolil večerní tréninky sebeobrany na Spartě u trenéra Jana Reyssera. Později pokračoval v tréninku juda pod vedením Václava Břízy. V české reprezentaci se pohyboval od roku 1962 v střední a polotěžké váze. Sportovní kariéru ukončil v roce 1968.

### Výsledky ve váhových kategoriích
| Turnaj             | 1962 | 1963 | 1964 | 1965 | 1966 | 1967 | 1968 |
| Turnaj             | 23   | 24   | 25   | 26   | 27   | 28   | 29   |
| Turnaj             | –80  | –80  | –80  | –95  | –95  | –95  | –95  |
| ------------------ | ---- | ---- | ---- | ---- | ---- | ---- | ---- |
| Olympijské hry     |      |      | —    |      |      |      |      |
| Mistrovství světa  |      |      |      | —    |      | —    |      |
| Mistrovství Evropy | úč.  | —    | úč.  | úč.  | —    | úč.  | úč.  |

## Trenérská kariéra
Po skončení sportovní kariéry v roce 1968 ještě využil uvolněných poměrů v české společnosti a získal možnost vycestovat přes Pragosport na západ. Ve Francii se učil trenérskému řemeslu v předních francouzských klubech, se kterými absolvoval četné tréninkové kempy. Po návratu do Československa v roce 1970 převzal od roku 1971 vedení československé reprezentace. Na svém první velkém podniku mistrovství Evropy v Göteborg v roce 1971 musel dokonce jako trenér do závodního judogi, protože československému týmu chyběla kvůli úřednímu přehmatu těžká váha pro soutěž týmů.
V roce 1974 přijal nabídku mladšího trenéra v ASVŠ Dukla Banská Bystrica. Pod jeho vedením se mezi světovou špičku těžkých vah zařadil nejprve Vladimír Novák a po něm Vladimír Kocman. S Novákem absolvoval první zahraniční tréninkové kempy ve Francii, kde dobře znal prostředí a v roce 1976 dostal s Novákem poprvé možnost přípravy na olympijské hry v Montréalu v Japonsku.
Jeho největším trenérským úspěchem byla bronzová olympijská medaile Vladimíra Kocmana z olympijských her v Moskvě v roce 1980. Vzápětí ukončil své působení u reprezentace. Vrátil se z Banské Bystrice do Prahy, kde působil jako trenér ve Spartě a v dalších klubech.
Po sametové revoluci v roce 1989 byl vyhledávaným kondičním trenérem profesionální sportovci, především tenisty a hokejisty.

## Profesní kariéra
Patřil k zakládajícím členům kaskadérské skupiny u Filmových studií Barrandov. Jako kaskadér a příležitostní herec se objevil v řadě filmů v 60. a 70. letech dvacátého století.